# Almagesto
Almagesto es el nombre común del tratado astronómico originalmente titulado en griego Μαθηματικὴ Σύνταξις (Mathēmatikē Syntaxis), y traducido al latín como Syntaxis Mathematica.  Su popular título castellano Almagesto proviene del árabe Al-Majisti (‘el más grande’, que combina el artículo árabe con el adjetivo griego mégiston).
Escrito en el siglo II por Claudio Ptolomeo en Alejandría (Egipto), el tratado contiene el catálogo estelar más completo de la antigüedad, que fue utilizado ampliamente por los árabes y luego los europeos hasta la alta Edad Media, y en el que se describen el sistema geocéntrico y el movimiento aparente de las estrellas y los planetas.

## Descripción de la obra

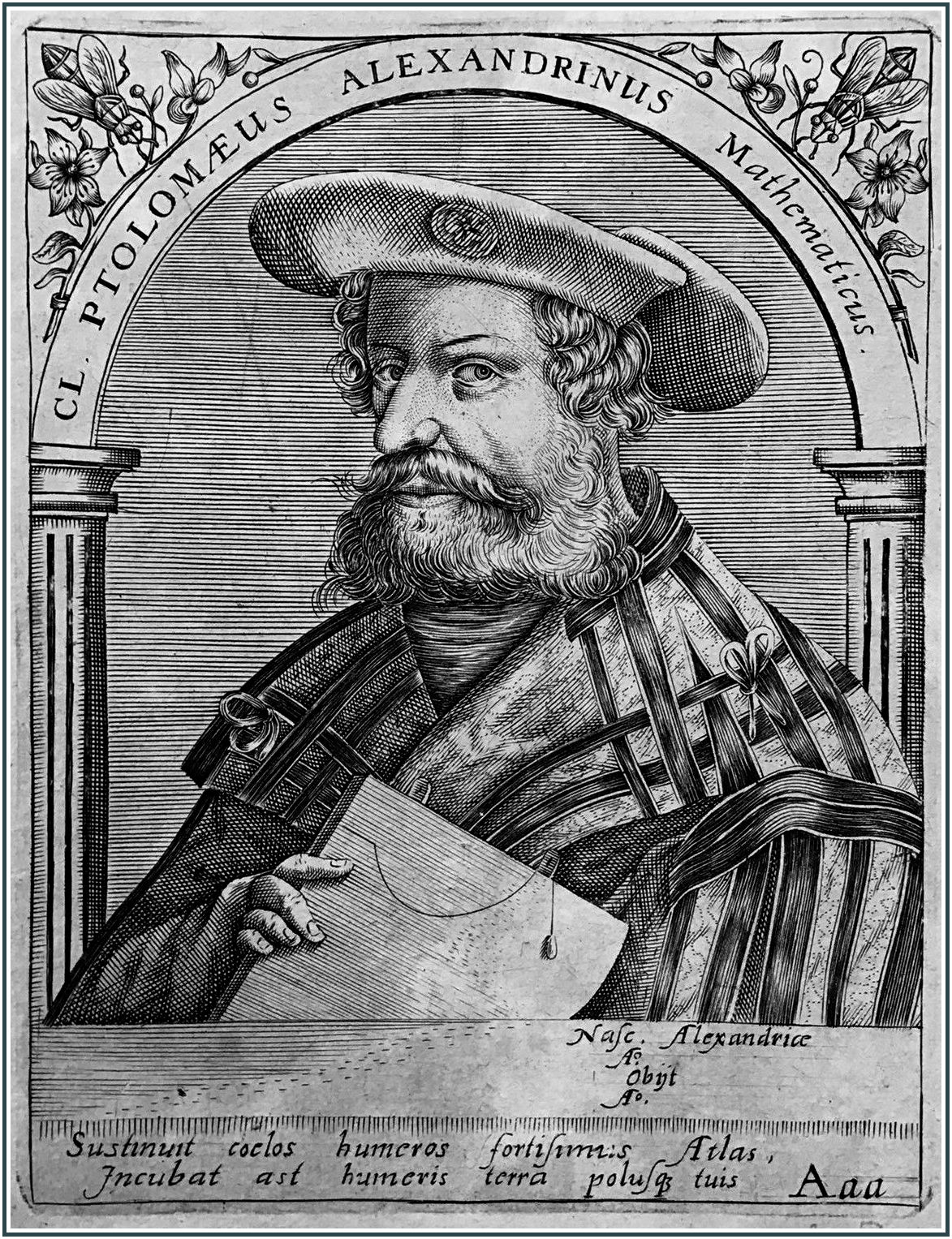
Dibujo de Claudio Ptolomeo de un libro del.

Ptolomeo basó su trabajo en el catálogo estelar realizado anteriormente por Hiparco de Nicea. Dado que el catálogo estelar de Hiparco se ha perdido, es imposible saber hasta qué punto ambos catálogos eran similares. En el Almagesto, Ptolomeo presentó la descripción de las 48 constelaciones clásicas y creó un refinado sistema para explicar los movimientos aparentes de los planetas en un sistema geocéntrico en el que el Sol, la Luna y los planetas giraban alrededor de la Tierra en círculos epicíclicos.
La edición estándar es la de Johan Ludvig Heiberg (1899), en cuya edición se basan la traducción al alemán de Manitius (1912, 1913) en dos libros y la traducción al inglés de Gerald J. Toomer (1984), esta última tiene también correcciones que tienen en cuenta los manuscritos árabes medievales.
El Almagesto consta de trece volúmenes:
1. El primer libro expone el sistema geocéntrico.
2. El segundo libro la periodicidad de los equinoccios y la longitud del año.
3. El tercer libro discute los solsticios y equinoccios.
4. En el cuarto libro se exponen estudios de la Luna y se define el mes sinódico.
5. El quinto libro trata sobre la corrección de paralaje de las posiciones del Sol y la Luna.
6. En el sexto libro se expone una medida del diámetro aparente del Sol y la Luna, mostrando un método de predicción de eclipses.
7-8. En los libros séptimo y octavo se muestran cómo las posiciones relativas entre las estrellas son fijas. El octavo libro constituye un catálogo de las estrellas australes conocidas por él.
9-13. Finalmente, en los últimos cinco libros se expone el método de Ptolomeo para calcular las posiciones y trayectorias de los planetas, explicando en detalle el sistema de epiciclos.

### Su famoso epigrama
Bien sé que soy mortal, una criatura de un día. Pero si mi mente observa los serpenteantes caminos de las estrellas, entonces mis pies ya no pisan la Tierra, sino que al lado de Zeus mismo me lleno con ambrosía, el divino manjar.
(Véase: Owen Gingerich, The Eye of Heaven: Ptolemy, Copernicus, Kepler, American Institute of Physics, 1993, p. 55)

## Relevancia histórica

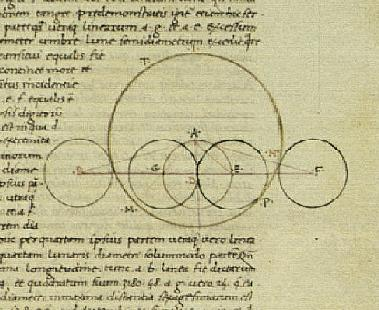
Detalle de la traducción al latín del Almagesto de Jorge de Trebisonda (c. 1451).

El libro original de Ptolomeo estaba escrito en griego y se titulaba Μαθηματικὴ Σύνταξις (‘composición matemática’, en español). Aunque realmente es un tratado de astronomía, se lo nombró de este modo porque entonces dicha ciencia era una rama de las matemáticas. Las primeras traducciones de esta obra al árabe fueron realizadas alrededor del siglo IX, patrocinadas por el califa Al-Mamún. Los árabes le dieron el nombre Al-Majisti (‘el más grande’, que combina el artículo árabe con el adjetivo griego mégiston), y de aquí derivó el nombre final con el que sería conocido más tarde. En esta época la obra estaba prácticamente olvidada en Europa excepto por vagas referencias en diversas obras astrológicas. Occidente redescubrió el Almagesto a través de las versiones árabes que llegaron a través de al-Ándalus. La traducciones que más se distribuyeron por Europa fueron las realizadas al latín desde versiones en árabe en Toledo por Gerardo de Cremona en 1175.  Esta traducción introdujo definitivamente el Almagesto en la tradición científica europea. Gerardo de Cremona no pudo traducir muchos de los términos técnicos, e incluso retuvo la traducción al árabe Abrachir del nombre de Hiparco de Nicea, en vez de usar ya sea el nombre griego de Hiparco o su equivalente latino.
En el siglo XV llegó a Europa occidental una versión griega procedente de Bizancio. Johannes Müller, más conocido como Regiomontano, realizó una versión abreviada en latín. Hubo otra traducción completa de Jorge de Trebisonda pero que no circuló. La traducción de Regiomontano fue la que más se usó en el siglo siguiente y más allá. La primera edición crítica fue realizada por Erasmus Reinhold en el siglo XVI.
Dado que Europa conoció este trabajo a través de los árabes, muchos de los nombres clásicos de las estrellas provienen de los nombres árabes registrados en esta obra aunque con numerosas alteraciones. Después se escribió también otra versión en latín bajo el mecenazgo del emperador Federico II Hohenstaufen.
La teoría geocéntrica propuesta por Ptolomeo para describir las órbitas planetarias mediante los epiciclos, se conoce como el modelo ptolemaico y fue la teoría de referencia en el mundo árabe y occidental hasta que Copérnico enunció su teoría heliocéntrica y algo después los trabajos de Kepler y Galileo terminaron de perfeccionar estos conocimientos hasta siglos después mejorados por otros científicos.